# Hypena lumpurensis
Hypena lumpurensis är en fjärilsart som beskrevs av Louis Beethoven Prout. Hypena lumpurensis ingår i släktet Hypena och familjen nattflyn. Inga underarter finns listade i Catalogue of Life.